# Никласдорф
Никласдорф (нем. Niklasdorf) — ярмарочная коммуна (нем. Marktgemeinde) в Австрии, в федеральной земле Штирия. 
Входит в состав округа Леобен.  Население составляет 2583 человека (на 1 января 2007 года). Занимает площадь 15,17 км². Официальный код  —  6 11 10.

## Политическая ситуация
Бургомистр коммуны — Йоахим Шауэр (СДПА) по результатам выборов 2005 года.
Совет представителей коммуны (нем. Gemeinderat) состоит из 15 мест.
- СДПА занимает 13 мест.
- АНП занимает 2 места.